# NGC 3363
NGC 3363 é uma galáxia espiral (Sc) localizada na direcção da constelação de Leo. Possui uma declinação de +22° 04' 43" e uma ascensão recta de 10 horas, 45 minutos e 09,5 segundos.
A galáxia NGC 3363 foi descoberta em 22 de Março de 1882 por Édouard Jean-Marie Stephan.